# Walking on Broken Glass
Walking on Broken Glass – singel Annie Lennox, wydany w 1992 roku.

## Ogólne informacje
Był to trzeci singel z debiutanckiej solowej płyty Diva. Piosenka okazała się jedną z najpopularniejszych w repertuarze Annie Lennox i osiągnęła spory sukces na listach przebojów (m.in. 8. miejsce w Wielkiej Brytanii i 1. w Kanadzie).

## Teledysk
Teledysk do utworu jest osadzony w XVIII-wiecznej scenerii i luźno wzorowany na filmie Niebezpieczne związki. Występują w nim m.in. John Malkovich oraz Hugh Laurie powtarzający swoje role wicehrabiego z Niebezpiecznych związków i księcia regenta z serialu Czarna Żmija.

## Pozycje na listach przebojów
| Kraj              | Pozycja |
| ----------------- | ------- |
| Wielka Brytania   | 8       |
| Stany Zjednoczone | 14      |
| Kanada            | 1       |
| Irlandia          | 8       |
| Niemcy            | 51      |
| Holandia          | 61      |
| Szwecja           | 31      |
| Polska            | 5       |
| Australia         | 58      |